# Gosiute
Gosiute (Goshute, Goshiute), Pleme iz grupe Zapadnih Šošona naseljeno u sjevernom Utahu i istočnoj Nevadi. Gosiute danas žive na rezervatima Skull Valley u okrugu Tooele u Utahu i na Gushute na granici Nevade i Utaha.  

## Ime
Ime Gosiute znači  'pustinjski Juti'  (Desert Utes), a dolazi od 'go', pustinja (desert) + ute, vidi Ute. 

## Jezik
Gosiute su govorili šošonskim jezikom, članom porodice Juto-Asteci.

## Lokalne skupine
Gosiute su bili podijeljeni na lokalne skupine Pagayuats, Pierruiats, Torountogoats, Tuwurints i Unkagarits.

## Sela
Steward (1938) kojega navodi Swanton imali su sljedeća naselja: Pećina na sjevernom dijelu planina Skull Valley; Haiyashawiyep, blizu 'ghost town'-a Iosepa; Iowiba,u planinama istočno od rezervata Skull Valley; Ongwove, nekoliko milja južno od Orr's Rancha (vidi), bio je u vlasništvu obitelji Williama Orr-a 1880.-tih godina; Suhudaosa, moguće na mjestu Orr's Rancha; Tiava, na rezervatu Skull Valley; Tozava; Tutiwunupa, na zapadnim padinama Cedar Mts, istočno od Clivea; Utcipa, zapadni obronci Cedar Mountainsa; Wanapo'ogwaipi, na Indian Springsu, južno od spomenutog sela Ongwove. 

## Povijest
Nije točno poznato kako dugo Gosiute žive u području Velikog bazena, a pretpostavlja se da bi moglo biti od prije nekih 1000 godina, onda kada šošonska plemena prodiru u Veliki bazena iz smjera Doline smrti u Kaliforniji. 
Mormoni ih nalaze u pustinjskim predjelima jugozapadno od Velikog slanog jezera. Prilagođeni uvjetima života u krajnje negostoljubivom kraju Velikog slanog bazena, Gosiute su se organizirali po malenim nuklearnim obiteljima koje se bave sakupljanjem sjemenki, insekata, bilja i lovom na manje životinje, a kad je prilika i na veće. Lov je posao muškarca, a žene djeca su sakupljači. Negostoljubivost njihove domovine glavni je uzrok što su ostali pošteđeni utjecaja bijelaca. Prvi kontakt imaju tek 1826. Jedediah Smith prvi opisuje njihovu zemlju, a sljedeće dvije dekade kontakti s njima su rijetki. Tek dolaskom Mormona (1847.) Gosiute su u dodiru s civilizacijom. Kroz njihovu zemlju tada će proći Pony Express i Overland Stage, poštanska kočija koja povezuje Fairfield - Simpson Springs - Fish Springs i Deep Creek, i bit sproveden interkontinentalni telegraf. Mormoni podižu naseobine Tooele, Grantsville i Ibapah. U njihovu zemlju dolaze brojni naseljenici i emigranti koji sa sobom dovode konje i stoku. Indijanci koji prije nisu imali konje ni domaćih životinja počeli napadati na poštanske postaje, rančeve i farme. Godine 1855. Gosiute napadaju na Mormone u Tooele i Rush Valleyu, pa im ubijaju stoku, i hoteći ih otjerati sa svoje zemlje. Lokalne milicije i kasnije Armija SAD-a napada Gosiute, mnoge pobivši, a preživjeli 1863. potpisuju mirovni ugovor. S njihove strane potisali su ga Tabby, Adaseim,  Tintsa-pa-gin i Harry-nup, a s američke James Duane Doty, (1799–1865), američki političar, indijanski povjerenik i zemljišni špekulant, te brigadni general Patrick E. Connor. Ugovor je ratificiran 1864. i objelodanjen od predsjednika Lincolna 1865.
I u kasnijem periodu Gosiute žive tradicionalno od lova i sakupljanja, ali njihov kulturni život ipak propada. Svoja dva rezervata Skull Valley dobivaju tek 1912. i Goshute 1914. I dan danas ovi Indijanci žive na svojim rezervatima, a manji broj još je uvijek relativno izolirana od susjednog bijelog stanovništva. 
Populacija 1997.: 412.

## Etnografija
Kulturno Gosiute pripadaju plemenima Velikog bazena. Veoma jednostavne kulture, bez socijalne ili političke organizacije. Njihova odjeća bili su ogrtači od zečjeg krzna i pregačice. Nastambe su im bile štitnici od vjetra, a insekti, korijenje i sjemenke koje nalaze po pustinji glavna hrana. 

## Vanjske poveznice
- Goshute  Arhivirana inačica izvorne stranice od 12. prosinca 2017. (Wayback Machine)
- The Goshute Indians of Utah  Arhivirana inačica izvorne stranice od 18. listopada 2007. (Wayback Machine)